# Universidad Católica de Ghana
La Universidad católica de Ghana (en inglés: Catholic University College of Ghana) es una de las universidades privadas en el país africano de Ghana. Se encuentra en Fiapre, Sunyani en la región de Brong Ahafo. Fue establecida por la Iglesia católica y se le concedió permiso para funcionar a través de la Junta de Acreditación Nacional el 4 de diciembre de 2002. El primer grupo de estudiantes comenzó a asistir a clases el 3 de marzo de 2003. La inauguración formal de la universidad fue el 13 de noviembre de 2003.